# Les Eyzies-de-Tayac-Sireuil
Les Eyzies-de-Tayac-Sireuil foi uma comuna francesa na região administrativa da Nova Aquitânia, no departamento Dordonha. Estendia-se por uma área de 37,09 km². Em 2010 a comuna tinha 1 114 habitantes (densidade: 30 hab./km²).
Em 1 de janeiro de 2019, passou a formar parte da nova comuna de Les Eyzies.

Abri Pataud Les Eyzies de Tayac-Sireuil.